# Paul Jones (Boxer)
Paul Jones (* 19. November 1966 in Sheffield) ist ein ehemaliger britischer Profiboxer und Weltmeister der WBO im Halbmittelgewicht.

## Karriere
Er begann 1986 mit dem Profiboxen und erreichte im Laufe seiner Aufbauphase nur eine durchwachsene Kampfbilanz. 1989 erlitt er eine Niederlage durch Disqualifikation gegen den Kanadischen Meister und späteren WBA-WM-Herausforderer Donovan Boucher. 1992 siegte er in einem zehnründigen Kampf nach Punkten gegen den zweifachen EM-Herausforderer Patrick Vungbo aus Belgien. Durch einen K.-o.-Sieg in der ersten Runde gegen den Nordiren Damien Denny, gewann im April 1995 die Interkontinentale Meisterschaft der WBO, die er zweimal verteidigen konnte.
Mit einer Bilanz von 24 Siegen, 8 Niederlagen und einem Unentschieden trat er im November 1995 in Sheffield zum Kampf um den WBO-WM-Titel gegen den US-amerikanischen Titelträger Verno Phillips an und gewann dabei über zwölf Runden knapp nach Punkten. Der Titel wurde ihm aber bereits im Februar 1996 wieder entzogen, da er sich geweigert hatte, gegen Pflichtherausforderer Bronco McKart anzutreten. Im Dezember 1996 unterlag er beim Kampf um die Britische Meisterschaft gegen den späteren Europameister Ryan Rhodes.
Im März 1998 gewann er die Commonwealth-Meisterschaft gegen den Südafrikaner Johnson Tshuma, verlor diese jedoch in der ersten Verteidigung durch Disqualifikation an Jason Matthews. Im Oktober 2000 gewann er noch die Internationale Meisterschaft der WBC im Supermittelgewicht durch K. o. in der ersten Runde gegen Olivier Beard.
Im Mai 2002 beendete er seine Boxkarriere mit einem Punktesieg gegen den Albaner Kreshnik Qato.